# Anagrelide
Anagrelide (internationale generieke benaming) is een geneesmiddel voor de behandeling van essentiële trombocytemie. Het dient om het aantal bloedplaatjes te verminderen bij deze ziekte waarbij het beenmerg te veel bloedplaatjes aanmaakt waardoor bloedproppen of bloedingsproblemen kunnen ontstaan. Het precieze werkingsmechanisme van anagrelide is niet bekend.
Anagrelide wordt voorgeschreven bij trombocytemiepatiënten met een verhoogd risico, waarbij de huidige behandeling niet voldoet. Dit zijn patiënten met een van deze kenmerken:
- meer dan zestig jaar oud,
- of een bloedplaatjestelling van meer dan 1000 x 109/liter,
- of een voorgeschiedenis van trombose.

Anagrelide is ontwikkeld door Bristol-Myers in het begin van de jaren 1970 en is inmiddels verkrijgbaar als generiek geneesmiddel (Anagrelide Mylan van het Franse Mylan S.A.S.).

## Toediening en dosering
Anagrelide wordt verstrekt in de vorm van capsules voor oraal gebruik met anagrelidehydrochloride monohydraat, overeenkomend met 0,5 mg anagrelide. De voorgestelde begindosis is 2 tabletten per dag (1 mg/dag), die eventueel kan verhoogd worden tot 2,5 mg (de maximaal aanbevolen dosis).